# オーロラプロジェクト
オーロラプロジェクト（AURORA PROJECT）は、日本のアダルトビデオメーカーである。
AV監督の葵刀樹（あおい とうき）が主宰の、1998年設立のインディーズAVメーカーの老舗。

## 概要
インディーズ系メーカーの一つで，美少女系のハメ撮り、生ハメ、中出しで有名。
発足当初は葵刀樹監督作品のみであったが、2003年から2006年にかけて黒龍監督による作品も発売され、2006年5月より裸戯監督、6月より桐島蘭監督、
2007年1月より伊達一輝監督が新たに加わり、ハメ撮りや生ハメ、中出し以外の作品も増え、バリエーションが広がっていった。
オーロラプロジェクトの作品に採用されているDSMM（デジタル・ストップ・モーション・モザイク）は局部に沿って一コマずつモザイク処理を掛ける、いわゆる「デジタルモザイク」のさきがけとされる。
長らく自主規制であったが、2006年7月後半リリース作品よりビジュアルソフト・コンテンツ産業協同組合（VSIC）による審査を受けている。
2007年12月より、姉妹メーカー「オーロラプロジェクト・アネックス」を発足。総発売元はアウトビジョン（北都）。
制服で撮影する作品が多いが、2016年頃にはそれまで積極的に採用していた吊りスカートの作品を作らなくなり現代風スカートに置き換えられた。

## 代表的シリーズ
- 放課後美少女H（葵刀樹監督）
- LUSH（黒龍監督）
- 制服が似合う素敵な娘（葵刀樹監督）
- ラブ○○（桐島蘭監督）
- LOVE DOLL　○○百式（裸戯監督）

## 監督
公式サイトより、2025年で監督作品が確かめられる監督。
- 葵刀樹 (あおいとうき、1998年 - )
- 桐島蘭 (きりしまらん、2006年 - )
- 那須之浩 (なすのひろし、2016年 - )
- 馬場炉亜 (ばばろあ、2023年 - )
- 奈歩莉 (なふり、2023年 - )

### 今は撮影していない監督
- 黒龍 (2003年 - 2006年)
- 裸戯 (らぎ、2006年 - 2014年)
- 伊達一輝 (だていっき、2007年 - 2014年)
- 烏間剛 (からすまつよし、2011年)
- 瑞貴翔 (みずきしょう、2011年 - 2013年)
- 緋解 (ひと、2012年 - 2013年)
- 賀市当 (かいちとう、2013年)
- 鳳絵夢 (おおとりえむ、2020年 - 2023年)